# Chukwuemeka Odumegwu Ojukwu
Chukwuemeka Odumegwu Ojukwu (4 de novembre de 1933 – Londres, 26 de novembre de 2011) fou un militar nigerià i patriota igbo, governador militar de la regió oriental el 1966-1967 i president de la república de Biafra de la que va dirigir la defensa durant la guerra que Nigèria els va declarar, del 1967 al 1970. Va morir a Londres el 26 de novembre de 2011 als setanta-vuit anys. Ojukwu era fill d'un milionari amb el títol de Sir. Havia estudiat a Oxford i a l'escola d'oficials de la Gran Bretanya.
Els igbos tenen una comunitat a Catalunya dirigida per Jake Udeozor Nnagbo, cap també dels igbos a l'estat espanyol.